# Wälderhaus im Kohler Village

Das Wälderhaus im Kohler Village

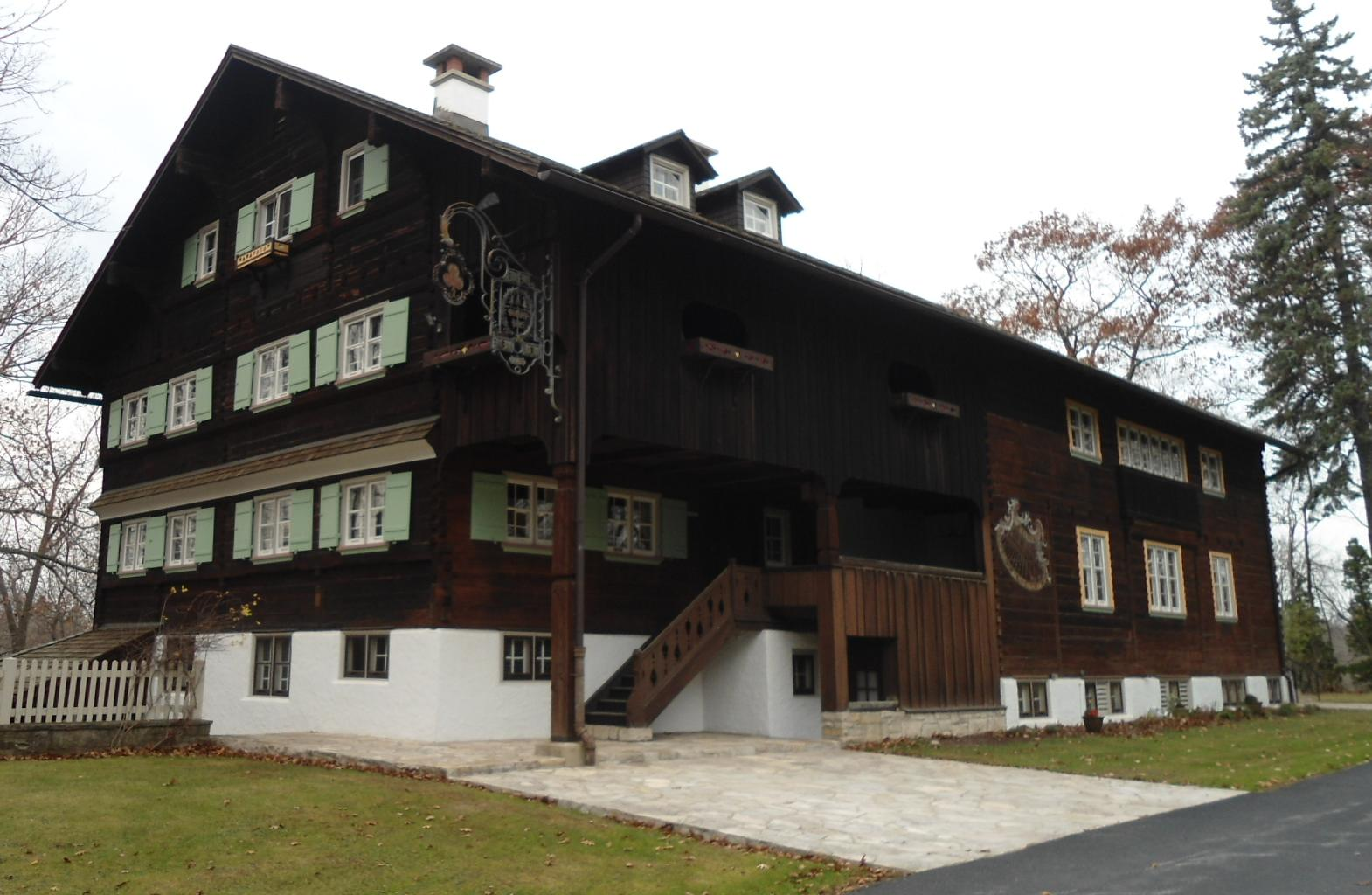
Aktuelles Bild

Das Wälderhaus im Kohler Village ist eine Einrichtung in der von der Kohler Foundation (Kohler Stiftung) verwalteten Siedlung Kohler (Wisconsin).

## Hintergrund
Der  aus Schnepfau im westösterreichischen Bundesland Vorarlberg stammende Johann Michael Kohler (1844–1900) war mit seinen Eltern in die USA (Wisconsin) ausgewandert und hatte nach einer erfolgreichen Unternehmerkarriere kurz vor seinem Tode eine neue große Produktionsanlage westlich von Sheboygan (Wisconsin) errichten lassen. Einer seiner Söhne, Walter Jodok Kohler (1875–1940), der später auch Gouverneur für Wisconsin wurde, benannte die Firma in „Kohler Company“, einem Großhersteller von Badezimmer- und Kücheneinrichtungen um. 1912 begann Walter mit dem Bau einer attraktiven industriellen Modellstadt für die Kohler-Mitarbeiter, die unter dem Namen Kohler Village bekannt wurde.

## Idee
Eine der Schwestern Walter Jodok Kohlers, Marie Christine Kohler (1876–1943) war auf sozialem und philanthropischem Gebiet und der Unternehmensleitung aktiv und schuf sich über Wisconsin hinaus einen Namen. Sie war Mitbegründerin der Kohler Foundation (Kohler Stiftung), gründete eine Vielzahl von sozialen und gesundheitsfördernden Organisationen und Einrichtungen im Bundesstaat Wisconsin und den USA überhaupt.
Marie Christine Kohler war auch die maßgebliche Kraft beim Bau des Wälderhauses. 1929 erhielt der ebenfalls aus dem Bregenzerwald stammende Architekt Kaspar Albrecht den Auftrag, am Rand der Modellsiedlung Kohler Village das sogenannte Wälderhaus, eine Kopie des Schnepfauer Elternhauses des Firmengründers Johann Michael Kohler errichten.
Das Vorhaben bot ihr die Möglichkeit, mehrere Wünsche umzusetzen. Das Gebäude sollte einmal an ihren Vater und die Familienherkunft erinnern. Darüber hinaus diente es als Sitz des Kohler Women's Club, der Ortsgruppe der Girl Scouts und war öffentlicher Treffpunkt für Vorträge und kleine Aufführungen.

## Bau des Hauses
Der österreichische Architekt Kaspar Albrecht entwarf das Gebäude im traditionellen Stil des (Bregenzerwaldes), einer Region im westösterreichischen Bundesland Vorarlberg. Die Terrasse, Wohnzimmer und Arbeitszimmer wurden im Originalstil erhalten. Das untere Geschoss erhielt eine modern ausgestattete Küche, einen Speisesaal sowie Ankleideräume und Garderoben für das Publikum des Hauptgeschosses.
Im zweiten Geschoss befindet sich eine Küche im traditionellen Bregenzerwaldstil, die von der Kohlerfamilie aus Österreich mitgebrachte Gegenstände enthält. Das zweite Geschoss weist auch ein Werkzimmer, eine Stube, ein Schlafzimmer im traditionellen Stil und ein Besprechungszimmer für die Girl Scouts (Pfadfinderinnen), das Sir Robert Baden-Powell, dem Gründer der Pfadfinderbewegung gewidmet war.
Das dritte Geschoss enthält die Aufseherwohnung mit zwei Schlafzimmern, einem Wohnzimmer, einer Küche und einem Badezimmer. Auch die Garderobe für Theateraufführungen befindet sich in der dritten Etage.
Das Innere des im Juli 1931 offiziell eingeweihten Gebäudes. enthält viele wertvolle Schnitzereien, schmiedeeiserne Handwerkskunst, Glasmalereien, österreichische Möbel und Wandteppiche.

## Veranstaltungen
In dem Gebäude fanden die meisten Vorträge der Anfang 1944 begonnenen „Kohler Distinguished Guest Series“ statt. Bis zur Eröffnung des Kohler Memorial Theater an der Kohler High School im Jahre 1957 war das Wälderhaus Schauplatz vieler musikalischen und darstellenden Kunstveranstaltungen.
Das Gebäude dient auch heute noch der Kohler Foundation für besondere gesellschaftliche Veranstaltungen.